# Diehl Controls
Der Teilkonzern Diehl Controls der Diehl-Gruppe ist ein Lieferant der Haushaltsgeräte-Industrie. Das Unternehmen bietet darüber hinaus auch elektronische Systeme für weitere technologieverwandte Branchen an – darunter Großküchentechnik, HVAC/R (Heizungs-, Lüftungs-, Klima- und Kältetechnik) sowie Elektromobilität. Niederlassungen bestehen in Europa, Asien, Südamerika und den USA.

## Geschichte

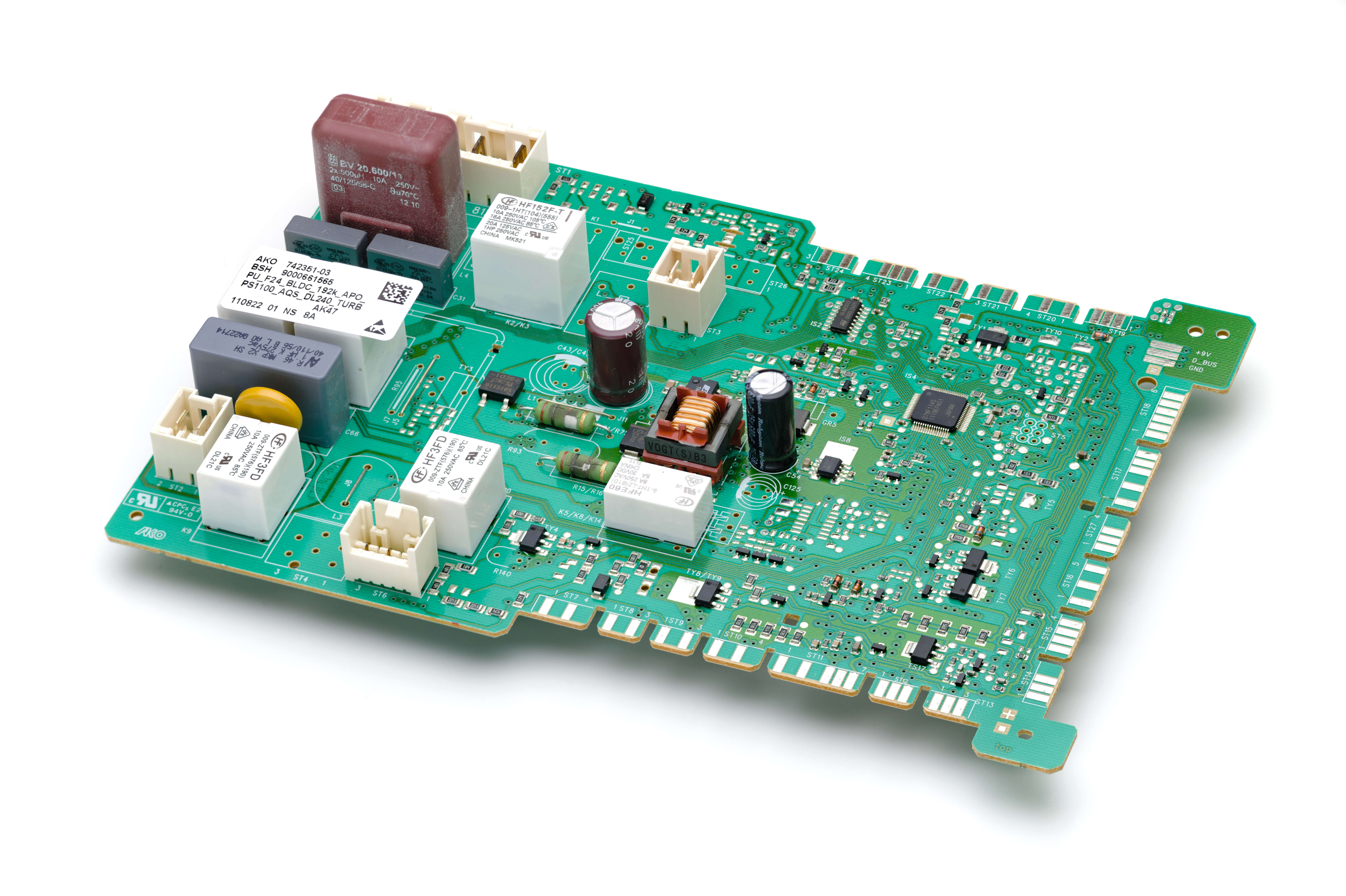
Von Diehl Controls entwickeltes Leistungsmodul einer Waschmaschine

Paul Kolb gründete 1945 das Unternehmen Apparatebau Paul Kolb (AKO) in Eisenharz. Das Unternehmen produzierte elektronische Weidezaungeräte. 1950 zog AKO in neue Gebäude nach Kißlegg. Zu diesem Zeitpunkt hatte es 20 Mitarbeiter und erwirtschaftete einen Jahresumsatz von einer Million D-Mark. 1955 begann die Fertigung von Heizgeräten und Infrarotstrahlern. 1956 erweiterte sich das Produktportfolio um eine elektrische Steuerung für den ersten Waschvollautomaten, den AEG Lavamat. 1962 errichtete AKO ein neues Werk in Wangen. In Kißlegg wurden Elektrogeräte, Weidezaungeräte sowie später die Strahlungsbeheizung für Glaskeramikkochfelder hergestellt, in Wangen Steuerungen und Regelungen für Hausgeräte.
1967 hatte der Standort Wangen 700 Mitarbeiter. Infolgedessen wurde es ein Jahr später Hauptsitz des Unternehmens. Der Jahresumsatz lag zu diesem Zeitpunkt bei über 25 Millionen Euro. Die AEG hielt eine 51%ige Beteiligung an AKO. Diese wurde 1982 vom damaligen Geschäftsführer Paul Kolb im Zuge einer Umstrukturierung bei AEG zurückgekauft, sodass sich AKO wieder zu 100 % in Familienbesitz befand. Als Folge eines Preisverfalls entlang der gesamten Wertschöpfungskette bei Haushaltsgeräten folgte die Aufnahme der AKO-Werke in die Diehl-Gruppe zum Jahreswechsel 1994/1995.
Ab 1998/1999 wurden neue Fabriken in Polen, China und Mexiko eröffnet.
Diehl Controls  baute seit dem Jahr 2005 eine Photovoltaiksparte unter dem Namen Platinum auf. Nach ruckläufigen Umsatzzahlen wurde diese zum 1. April 2013 an Mutares verkauft. Es wurde ein langfristiger Vertrag über eine weitere Zulieferung an die neue Platinum GmbH durch Diehl vereinbart. Im Jahr 2014 durchlief die Platinum GmbH ein Insolvenzverfahren. In dessen Rahmen wurden von Mutares-Vorstandsmitglied Axel Geurer Vorwürfe gegen den vereinbarten Vertrag erhoben. Die exklusiven Liefervereinbarungen wären zu nicht marktgerechten Konditionen getroffen worden und das führe zu Verlusten bei der Gewinnung neuer Aufträge. Zu einem Gespräch sei man von Seiten Diehl Controls nicht bereit gewesen. Man wolle die Wirksamkeit des Kaufvertrags gerichtlich prüfen lassen. Dieter Neugebauer, Vorstand bei der Diehl-Gruppe, wies die Vorwürfe entschieden zurück und verkündete man prüfe ebenfalls rechtliche Schritte. Zum 1. Dezember 2015 wurden sämtliche Mitarbeiter der Platinum GmbH von SeW-Eurodrive übernommen, die das Unternehmen zu einer reinen Forschungseinheit umstrukturierte.
2015 gewann der Konzern für seinen Stammsitz in Wangen den Titel „Die Fabrik des Jahres 2015“.
Bis zum Jahr 2026 soll die verbliebene Produktion vom Standort Wangen komplett in andere Standorte im Ausland zu verlagert werden. Damit einhergehend sollen hunderte Arbeitsplätze an em Standort entfallen. Der Standort Wangen soll jedoch weiterhin der Hauptsitz bleiben.